# La Vanitat

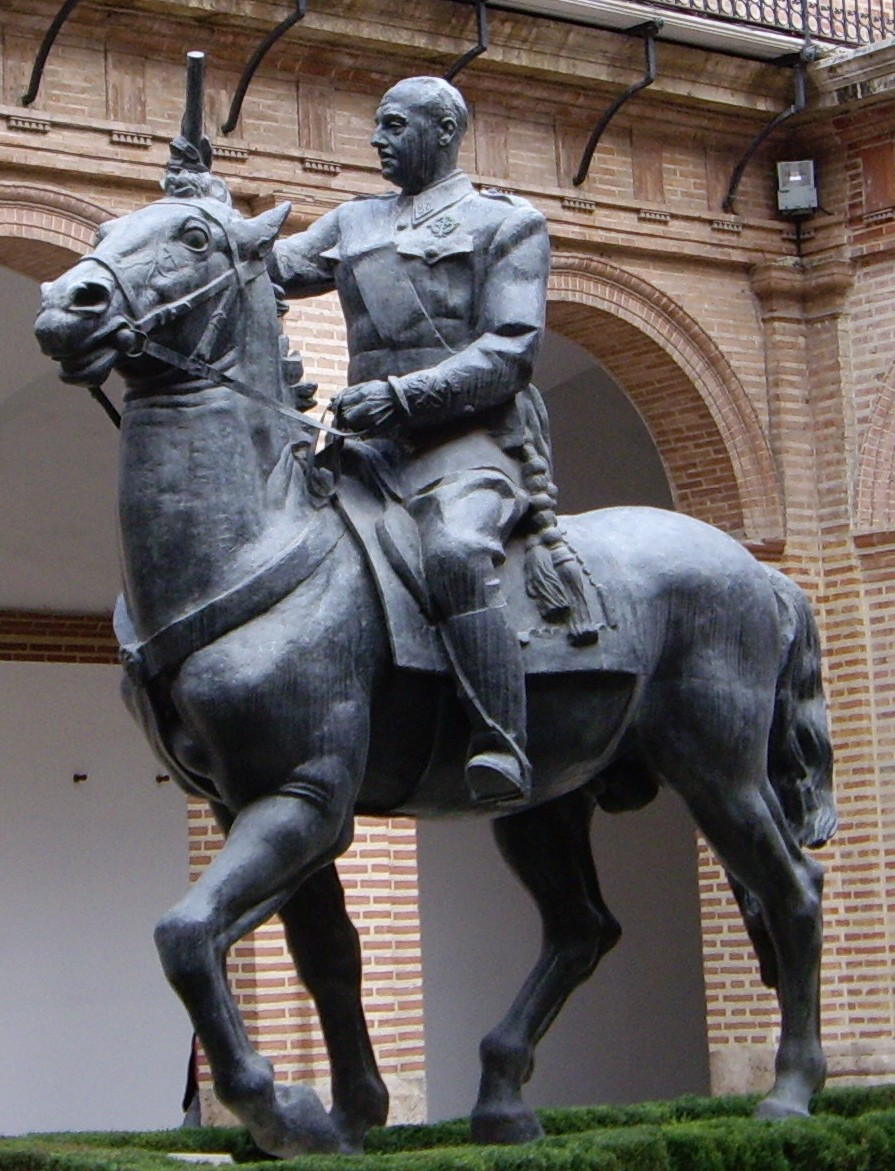
El rei de la carambola, muntat sobre un burro, parodiava l'estàtua eqüestre de Franco.

La Vanitat va ser la falla plantada a la Plaça de l'Ajuntament (aleshores Caudillo) en 1976. L'artista va ser Vicente Luna, i la figura central va ser un gran titot que representava la vanitat. L'animal estava fet de vareta, i les peces que representaven les plomes es van encaixar una a una.
Al remat, el tito se situava sobre un casc daurat i un escabel, per a reforçar la imatge de fanfarroneria. Baix d'ell, diferents ninots criticaven els aleshores famosos paradors, que se situaven a dins del cadafal i on l'alta societat es reunia exhibint la seua riquesa, o un home amb un peix que suposadament havia pescat amb el preu penjant. Tanmateix, el ninot més polèmic va ser un anomenat el rei de la carambola i que representava l'estàtua d'un home grosset amb un tac de billar a la mà apujat a un burro, fet que molts interpretaren com una paròdia al monument de Franco que hi havia a aquella mateixa plaça.